# Máy bay hạng nhẹ

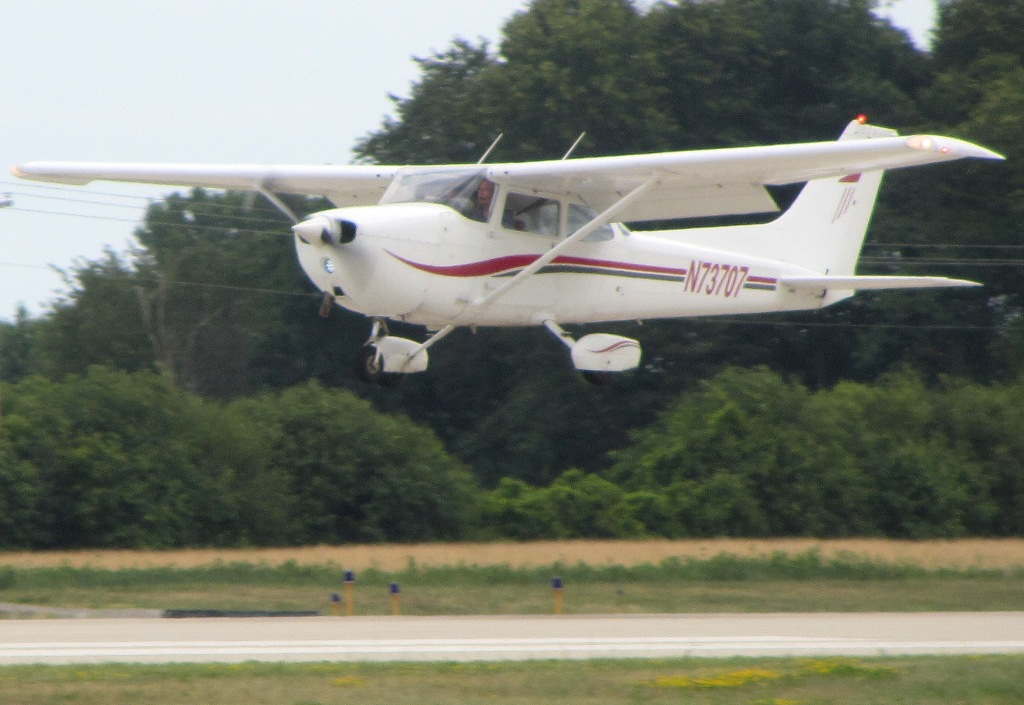
Máy bay hạng nhẹ Cessna 172

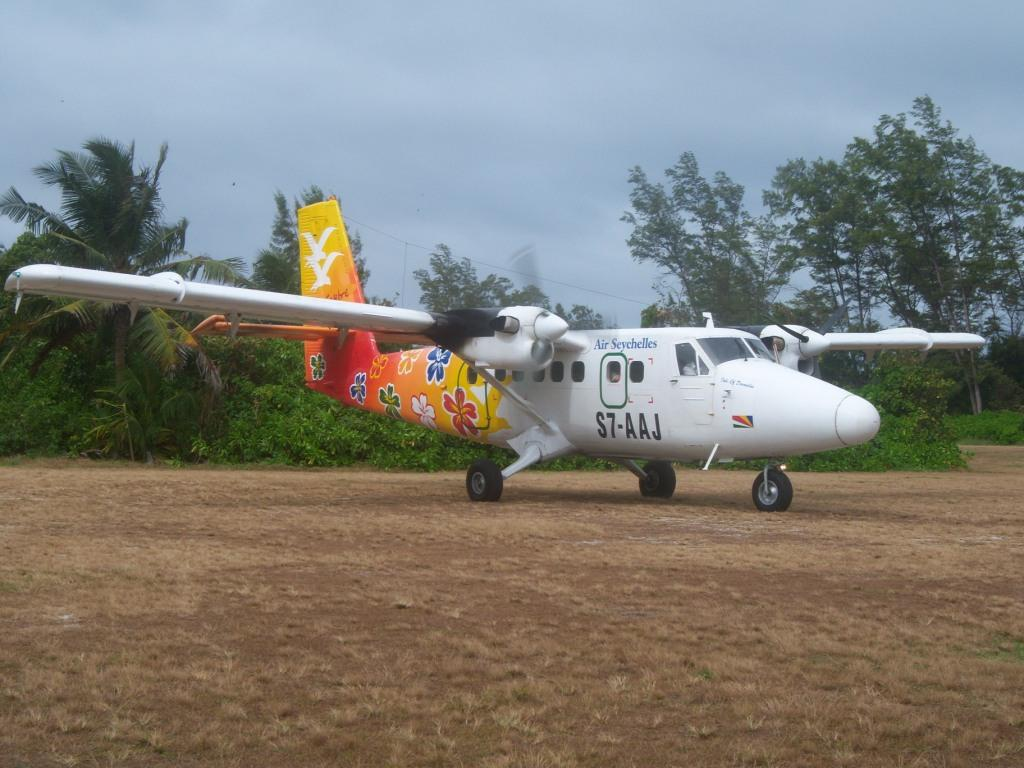
Có tổng trọng lượng cất cánh tối đa là 5.670 kg, chiếc DHC-6 Twin Otter là một ví dụ về giới hạn trên của loại máy bay hạng nhẹ.

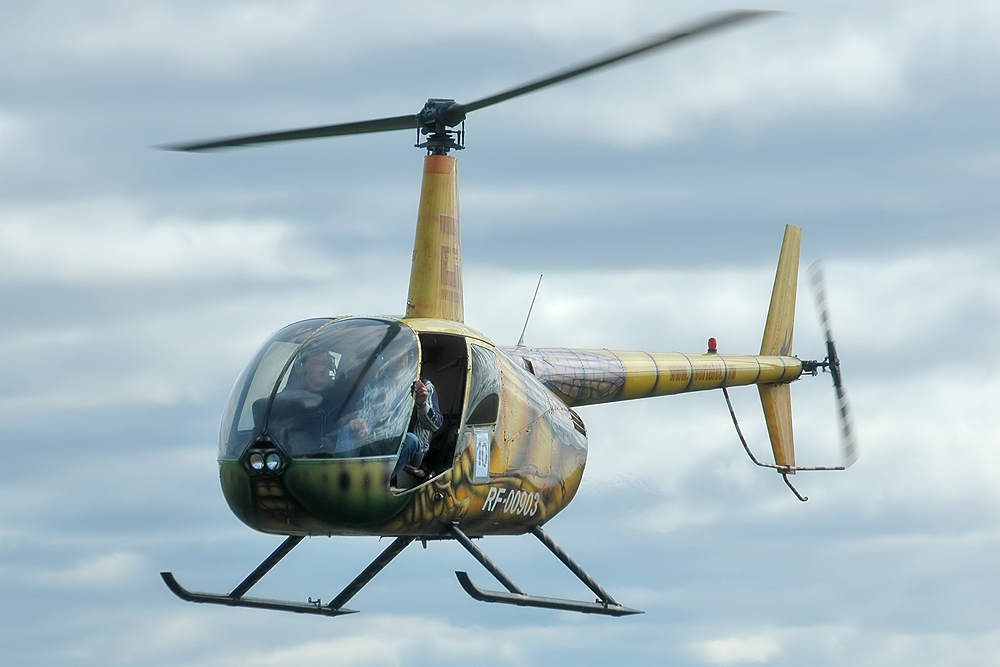
Trực thăng hạng nhẹ Robinson R44

Máy bay hạng nhẹ là một loại máy bay có tổng trọng lượng cất cánh tối đa từ 5.670 kg (12.500 lbs) trở xuống.
Loại máy bay này thường được sử dụng làm máy bay tiện ích trong lĩnh vực thương mại để vận chuyển hàng hóa, hành khách, tham quan, chụp ảnh hoặc nhiều mục đích khác, cũng như phục vụ mục đích sử dụng cá nhân.
Các ví dụ điển hình về máy bay hạng nhẹ gồm có de Havilland Canada DHC-6 Twin Otter và Beechcraft B200 Super King Air.

## Công dụng
Máy bay hạng nhẹ có thể được dùng để khảo sát trên không, ví dụ như giám sát đường ống dầu khí, vận chuyển hàng hóa nhẹ, và chở khách. Ngoài ra, nó còn được dùng cho mục đích tiếp thị như vừa bay vừa kéo biểu ngữ, băng rôn quảng cáo, viết chữ trên không bằng cách thải khói đặc biệt, phục vụ huấn luyện bay. Phần lớn máy bay cá nhân thuộc sở hữu tư nhân là máy bay hạng nhẹ, phổ biến nhất là Cessna 172, Cirrus SR22, Robinson R44. Máy bay hạng nhẹ cỡ lớn, chẳng hạn như loại trang bị hai động cơ tua bin cánh quạt và máy bay phản lực rất nhẹ, thường được sử dụng làm máy bay thương mại. Hầu hết các thủy phi cơ có càng đáp bằng phao nổi cũng thuộc dạng máy bay hạng nhẹ.